# Slatinské Lazy
Slatinské Lazy est un village de Slovaquie situé dans la région de Banská Bystrica.

## Histoire
Première mention écrite du village en 1930.

## Démographie

### Évolution de la population
| Année:               | 1994. | 2004.    | 2014.   | 2024.   |
| -------------------- | ----- | -------- | ------- | ------- |
| Nombre de personnes: | 456   | 525      | 502     | 530     |
| Différence:          |       | +15,13 % | -4,38 % | +5,57 % |

| Année:               | 2023. | 2024.   |
| -------------------- | ----- | ------- |
| Nombre de personnes: | 536   | 530     |
| Différence:          |       | -1,11 % |